# Broelemannia kosswigii
Broelemannia kosswigii är en mångfotingart som beskrevs av Karl Wilhelm Verhoeff 1943. Broelemannia kosswigii ingår i släktet Broelemannia och familjen Schizopetalidae. Inga underarter finns listade i Catalogue of Life.